# オガララ帯水層

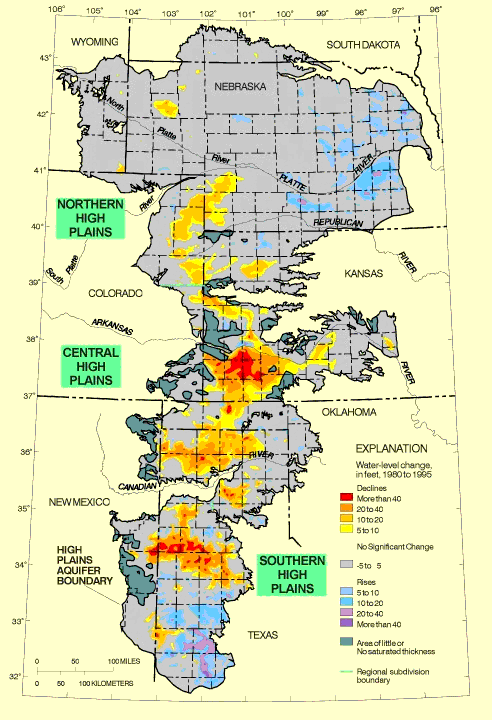
オガララ帯水層における1980-95年の地下水位の変化を示した図。赤やオレンジになっている箇所では水位の低下が著しい。

オガララ帯水層（オガララたいすいそう、英語：Ogallala Aquifer）は、アメリカ合衆国中部、グレートプレーンズの地下に分布する浅層地下水層。ハイ・プレーンズ帯水層（High Plains Aquifer）とも呼ばれる。世界最大級の地下水層で、総面積は450,000km²（日本の国土の約1.2倍）におよび、同国中西部・南西部8州にまたがる。この帯水層は1899年にニューヨークの地学者ネルソン・ホラティオ・ダートン（Nelson Horatio Darton）によって命名された。名称はネブラスカ州西部の町オガララ（Ogallala）に由来している。

## 概要
現在アメリカ合衆国中部の大平原となっているこの地域に帯水層が形成されたのは中新世後期から鮮新世初期にかけてのことである。この頃、この地域の西に位置するロッキー山脈における造山活動が活発化し、西から東へ、あるいは南東へと大小の河川が形成されていった。やがてロッキー山脈において侵食が起こり、川や風で運ばれた土砂がこの地域に積もって古い流路を埋め、大量の地下水を含む地層を生み出した。この地層の深さは形成前の地形によって異なる。もともとが谷間だったところは、地下深くまでこの地層が形成されている。この地層の下部では粗い岩が主になっており、上部ほどその粒が細かくなっている。
地下水を含む層（帯水層）の厚さは数mから160mまで幅があり、北部ほど厚くなっている。地表から地下水面までの深さは北部では120mほど、南部では30-60mほどである。現在、帯水層への淡水涵養のペースは遅くなってきている。このことから、地層中に存在する地下水の大部分は、氷期に蓄えられた化石水であると言える。
この帯水層はアメリカ合衆国中西部・南西部の以下8州におよんで広がっている。グレートプレーンズと呼ばれる大平原が広がるこの地域はほぼ全域がステップ気候に属し、全体的に降水量が少なく、河川や湖沼などの地表水が少ない。そのため、この帯水層の地下水が重要な水道水源、農業用水源となっている。
- サウスダコタ州
- ネブラスカ州
- ワイオミング州
- コロラド州
- カンザス州
- オクラホマ州
- ニューメキシコ州
- テキサス州

## 帯水層における水収支
帯水層は水循環において、水を地中に蓄える役割を果たしている。この節では、アメリカ地質調査所による調査結果の発表に基づいて、オガララ帯水層における地下水の涵養、および流出について述べる。

### 涵養
オガララ帯水層への地下水涵養量は様々な要因によって限られている。まず、この地域のほとんどが乾燥帯に属し、年間降水量500mmに満たないことが挙げられる。加えて風が強く、乾燥した風によって地表水や降水の蒸発が促されているということが追い討ちをかけている。
こうした気象条件に加え、帯水層のほとんどは炭酸カルシウムを主成分とする不透水層に覆われていることも、地表からの帯水層への水の流入を減少させる要因になっている。この地域にはプラヤと呼ばれる、乾燥地帯特有の浅い水溜りのような湖が多く見られる。その湖岸の多くは炭酸カルシウム層や粘土層で形成されている。炭酸カルシウムには地中の水分蒸発を早めるはたらきがある。一方で、乾燥が進むことによって土壌中の炭酸カルシウムの含有量が増える。こうした循環によって、ただでさえ少ない降水や地表水が土壌に浸透する量はさらに少なくなり、オガララ帯水層への水の涵養量は極めて限られたものになってしまう。

### 流出

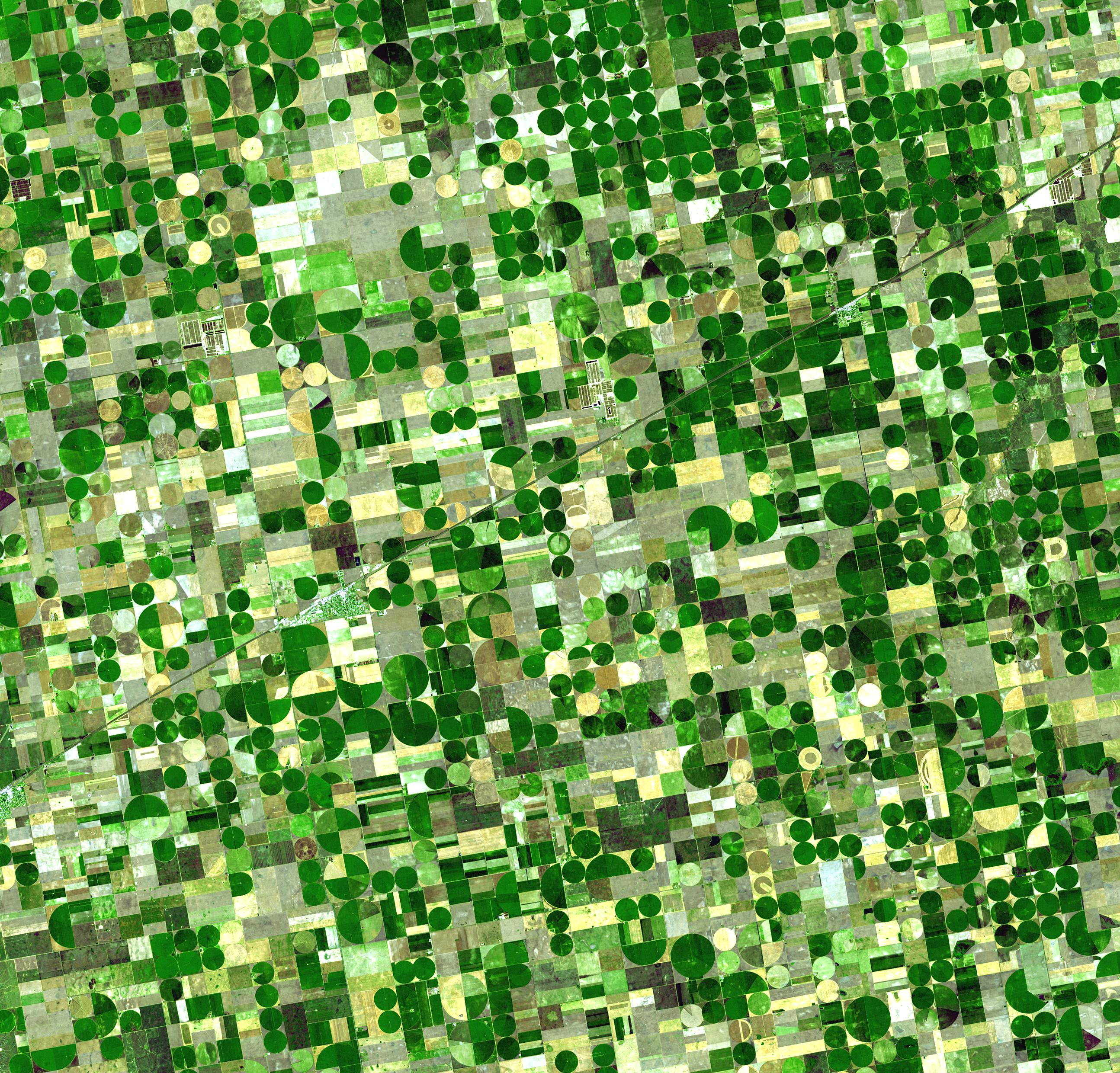
オガララ帯水層の地下水を利用し、センターピボットによって灌漑されたカンザス州の農場。ASTERによる衛星写真。

オガララ帯水層の位置しているグレートプレーンズはアメリカ合衆国有数の穀倉地帯である。小麦をはじめ大豆やとうもろこしを多く生産するこの地域は、しばしば「アメリカのパンかご」（Breadbasket of America）と呼ばれる。また、全米有数の畜産地域でもある。降水や地表水の少ない乾燥地帯にありながら大規模な農業開発に成功したのは、ひとえにオガララ帯水層の地下水を用いた灌漑によるものである。
この地域における灌漑農業が始まったのは1911年のことである。1930年代に入ると電力やポンプが整備され、本格的に灌漑が行われるようになった。大規模な灌漑は1950年代まで続いた。こうした大規模な灌漑により、オガララ帯水層からの地下水の流出量は一気に増加した。
オガララ帯水層からの地下水流出の要因として最も大きいものは前述のような灌漑によるものであるが、それに加えて自然に流出する地下水もある。この地域の何本かの川は地下水面よりも低いところを流れている。そのため、水がこれらの川に流れ込み、結果としてオガララ帯水層への地下水涵養にはならず、むしろ帯水層から流出することになってしまう。

### 水量の変化
気象条件や地層の構造により地下水の涵養量が少ないこと、その一方で大規模な灌漑によって帯水層からの揚水量が増加したことによって、オガララ帯水層の各所で地下水位の低下が見られるようになった。1980年の時点では、オガララ帯水層からの揚水量は地下水涵養量の3倍に達していた。年間1.5mにもおよぶ水位の低下が見られた地域もあった。水量確保のために深くした井戸や、涸れてしまった井戸も少なくない。
冒頭の地図はオガララ帯水層における1980-95年の地下水位の変化を示したものである。地図中、テキサス州北西部やカンザス州南西部では、水位が著しく低下していることを示す赤や濃いオレンジになっているところが多い。降水量の比較的多いネブラスカ州東部など、水位が上昇している（地図中水色や紫になっている）ところもあるが、全体的にはオガララ帯水層の地下水位は低下傾向にある。
こうした事態に対し、オガララ帯水層上の各地では段々畑を導入したり、交代で休耕させたり、灌漑にセンターピボットを用いたり、あるいは灌漑面積を減らしたりと、水を効率よく利用する工夫をしている。こうした努力によって水位低下量は少なくなりつつあるが、依然として低下が続いている。